# 毛里齐奥·达基莱
毛里齐奥·达基莱（義大利語：Maurizio D'Achille，1932年4月7日—），意大利前男子水球运动员。他曾代表意大利国家队参加1956年夏季奥林匹克运动会水球比赛，结果获得第4名。